# حسين آباد ترمان
حسين آباد ترمان (بالفارسية:حسين آباد ترمان، كما يُكتب بالتهجئة اللاتينية Ḩoseynābād-e Tarmān أيضا معروفة باسم حسن آباد ترمان) هي قرية إيرانية تقع في قسم لامرد الريفي في البلدة المركزية في مقاطعة لامرد، محافظة فارس، إيران. بلغ عدد سكانها حسب تعداد عام 2006 حوالي 101 نسمة يشكّلون 22 أسرة.